# Роттманн, Вольфганг
Вольфганг Роттманн (нем. Wolfgang Rottmann; род. 15 мая 1973, Альтенмаркт-им-Понгау, Австрия) — известный австрийский биатлонист.
На чемпионате мира в 2000 году в Холменколлене (Норвегия) стал чемпионом в индивидуальной гонке на 20 километров. На чемпионате мира в Хохфильцене в составе эстафетной команды он завоевал бронзу в эстафете 4×7.5 километров. Наилучший результат на Зимних Олимпийских играх — шестое место в 2002 году. Чемпион мира 2000 года. На протяжении нескольких сезонов прочно входил в число лидеров мирового биатлона. Во время Зимних Олимпийских Игр 2006 года уличён в применении допинга и дисквалифицирован.

## Кубок мира
- 1998/99: 28-е место (97 очков)
- 1999/00: 10-е место (304 очка)
- 2000/01: 32-е место (159 очков)
- 2001/02: 37-е место (112 очков)
- 2002/03: 28-е место (186 очков)
- 2003/04: 30-е место (154 очков)
- 2004/05: 19-е место (249 очков)
- 2005/06: 32-е место (159 очков)